# واکسی (فیلم)
واکسی (به ایتالیایی: Sciuscià) فیلمی ایتالیایی است که در سال ۱۹۴۶ توسط ویتوریو دسیکا ساخته شد و اولین کار بزرگ این کارگردان مشهور ایتالیایی است. در فیلم دو پسر واکسی با مشکلات و دردسرهایی با یک پلیس بعد از تلاش برای به دست آوردن پول برای خریدن یک اسب مواجه می‌شوند.